# Patent Ochsner
Patent Ochsner ist eine Schweizer Mundart-Band aus Bern.

## Bandgeschichte

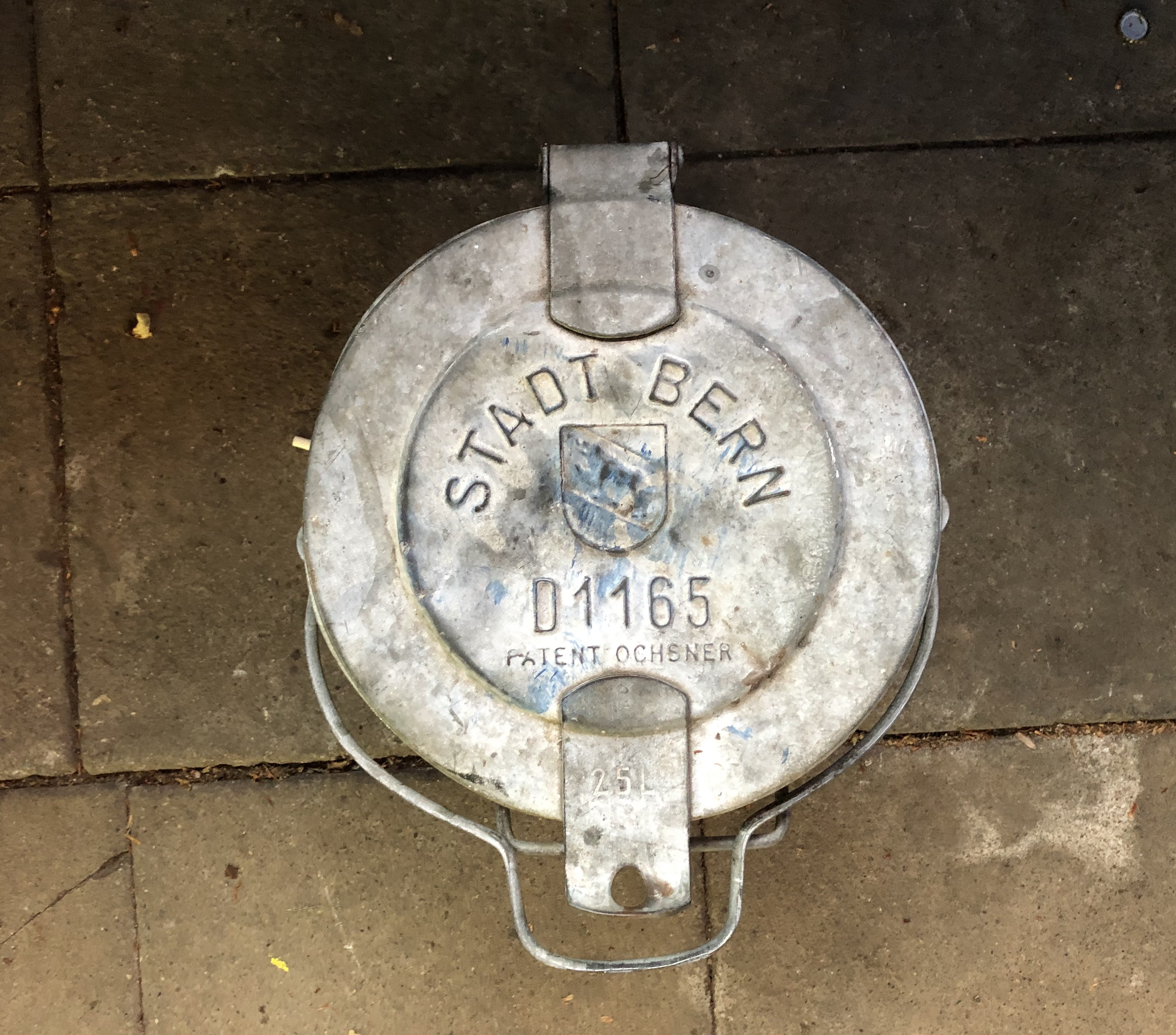
Berner Abfalleimer «Patent Ochsner»

Nachdem sich die Band Pubell Püblic aufgelöst hatte, gründete im Herbst 1990 Büne Huber in Bern gemeinsam mit Böbu Ehrenzeller, Pascal Steiner und Martin (Tinu) Neuhaus die Band Patent Ochsner. Der Bandname stammt von einer Aufschrift auf Abfalleimern und Müllcontainern der Firma J. Ochsner AG. 1991 schaffte die Band mit ihrem ersten Album Schlachtplatte und den Hits Scharlachrot und Bälpmoos den Durchbruch und wurde schweizweit bekannt. Nach ihrem dritten Album Gmües und einer Tournee durch Madagaskar trennte sich die Band Ende 1995 von Philippe Stalder (Gitarre und Cello) und Martin Neuhaus (Posaune).
Im Mai 1998 machte die Band die Musik zu dem Theaterstück Die schwarze Spinne nach der Erzählung von Jeremias Gotthelf am Theater Neumarkt unter der Regie von Volker Hesse.
Nachdem 1998 Carlo Brenni und 2001 Böbu Ehrenzeller, Resli Burri und Tinu Frutiger die Band verlassen hatten, veröffentlichte Büne Huber das Soloalbum Honigmelonemond. Im Januar 2003 folgte nach einer längeren Pause mit Trybguet das erste Album der neu zusammengesetzten Band. Die gleichnamige Tournee durch die ganze Schweiz wurde zu einem grossen Erfolg. Am Ende der Tournee zu Liebi, Tod & Tüüfu (2005/2006) verliess das letzte Gründungsmitglied (ausser Huber), der Multiinstrumentalist Pascal «pazz» Steiner, nach 16 Jahren die Band.
Am 29. August 2008 erschien das Album The Rimini Flashdown. Ende Oktober 2008 startete die Tour durch die gesamte Schweiz, welche am 31. August 2009 mit einem Konzert in der Mühli Hunziken beendet wurde.
2020 wurde Patent Ochsner eingeladen, als erste Schweizer Gruppe eine MTV-Unplugged-Konzertreihe zu veranstalten. Nach anderthalb Jahren Probe fanden die Konzerte am 12. und 13. Oktober 2021 im Casino Bern statt. Unter den Gastmusikern waren Sophie Hunger, Heidi Happy, Andreas Schaerer, Daniela Sarda, Ricky Ombelo (Madagaskar) und Mimmo Locasciulli (Italien). Die neu arrangierten Songs wurden am 11. Februar 2022 als von Büne Huber gestaltetes MTV-Unplugged-Buch sowie auf diversen Tonträgern und digitalen Plattformen veröffentlicht, gleichzeitig startete die Unplugged-Tour mit Konzerten in Zürich, Bern, Luzern und Basel.

## Stil
Die Musik von Patent Ochsner zeichnet sich durch eine grosse Vielfältigkeit aus. Schon bei ihren frühen Alben waren neben den üblichen Instrumenten (Gitarre, Bass, Schlagzeug, Gesang) auch Mandolinen, Celli, Violinen, Saxophone, Posaunen, Akkordeon und eine Blaskapelle zu hören. Auf den ersten drei Alben (Schlachtplatte, Fischer und Gmües) sind viele Einflüsse der Schweizer Volksmusik hörbar.
Auf dem vierten Album Stella Nera wurden erstmals auch zwei Songs auf Italienisch gesungen. Auf Trybguet wurden in Musik und Texten spanische Einflüsse bemerkbar. Allerdings fehlt darauf die spezielle instrumentelle Vielfalt der früheren Alben.

## Diskografie

### Studioalben
| Jahr | Titel Musiklabel                                     | Höchstplatzierung, Gesamtwochen, AuszeichnungChartsChartplatzierungen (Jahr, Titel, Musiklabel, Platzierungen, Wochen, Auszeichnungen, Anmerkungen) | Anmerkungen                                                 |
| Jahr | Titel Musiklabel                                     | CH | Anmerkungen                                                 |
| ---- | ---------------------------------------------------- | --- | ----------------------------------------------------------- |
| 1991 | Schlachtplatte Zytglogge Verlag                      | CH2 (39 Wo.)CH | Erstveröffentlichung: 1. Oktober 1991                       |
| 1993 | Fischer COD Records                                  | CH1 Platin · (20 Wo.)CH | Erstveröffentlichung: 1. Februar 1993 Verkäufe: + 50.000    |
| 1994 | Gmües BMG Ariola                                     | CH1 Platin · (29 Wo.)CH | Erstveröffentlichung: 10. März 1994 Verkäufe: + 50.000      |
| 1997 | Stella Nera BMG Ariola                               | CH1 Platin · (20 Wo.)CH | Erstveröffentlichung: 14. Januar 1997 Verkäufe: + 50.000    |
| 2003 | Trybguet BMG Ariola                                  | CH1 Platin · (33 Wo.)CH | Erstveröffentlichung: 27. Januar 2003 Verkäufe: + 40.000    |
| 2005 | Liebi, Tod & Tüüfu Muve Records                      | CH1 Platin · (27 Wo.)CH | Erstveröffentlichung: 26. September 2005 Verkäufe: + 40.000 |
| 2008 | The Rimini Flashdown Universal                       | CH1 Platin · (27 Wo.)CH | Erstveröffentlichung: 29. August 2008 Verkäufe: + 30.000    |
| 2012 | Johnny – The Rimini Flashdown Part 2 Universal       | CH1 Platin · (40 Wo.)CH | Erstveröffentlichung: 22. Juni 2012 Verkäufe: + 30.000      |
| 2015 | Finitolavoro – The Rimini Flashdown Part 3 Universal | CH2 Platin · (44 Wo.)CH | Erstveröffentlichung: 5. Juni 2015 Verkäufe: + 20.000       |
| 2019 | Cut Up Universal                                     | CH1 Platin · (74 Wo.)CH | Erstveröffentlichung: 24. Mai 2019 Verkäufe: + 20.000       |
| 2025 | Tag & Nacht Universal                                | CH1 (… Wo.)CH | Erstveröffentlichung: 31. Januar 2025                       |

### Livealben
| Jahr | Titel Musiklabel                                                 | Höchstplatzierung, Gesamtwochen, AuszeichnungChartsChartplatzierungen (Jahr, Titel, Musiklabel, Platzierungen, Wochen, Auszeichnungen, Anmerkungen) | Anmerkungen                                                              |
| Jahr | Titel Musiklabel                                                 | CH | Anmerkungen                                                              |
| ---- | ---------------------------------------------------------------- | --- | ------------------------------------------------------------------------ |
| 1998 | Wildbolz & Süsstrunk BMG Ariola                                  | CH3 Gold · (8 Wo.)CH | Erstveröffentlichung: 22. September 1998 Verkäufe: + 25.000              |
| 2010 | Bundesplatz Universal                                            | CH5 (15 Wo.)CH | Erstveröffentlichung: 5. November 2010 mit dem Berner Symphonieorchester |
| 2015 | Gurten 2015 Live Universal                                       | CH11 (7 Wo.)CH | Erstveröffentlichung: 6. November 2015                                   |
| 2017 | Strange Fruits – Unique Moments – Live im Landesmuseum Universal | CH2 (14 Wo.)CH | Erstveröffentlichung: 3. November 2017                                   |
| 2022 | MTV Unplugged Tonbildshow Universal                              | CH1 Platin · (63 Wo.)CH | Erstveröffentlichung: 11. Februar 2022 Verkäufe: + 20.000                |

### Singles
| Jahr | Titel Album                                           | Höchstplatzierung, Gesamtwochen, AuszeichnungChartsChartplatzierungen (Jahr, Titel, Album, Platzierungen, Wochen, Auszeichnungen, Anmerkungen) | Anmerkungen                                              |
| Jahr | Titel Album                                           | CH | Anmerkungen                                              |
| --- | ----------------------------------------------------- | --- | -------------------------------------------------------- |
| 1991 | Scharlachrot Schlachtplatte                           | CH23 (14 Wo.)CH | Erstveröffentlichung: 1991                               |
| 1991 | Bälpmoos Schlachtplatte                               | CH64 (4 Wo.)CH | Erstveröffentlichung: 1991                               |
| 1993 | Fischer                                               | CH22 (12 Wo.)CH | Erstveröffentlichung: 1993                               |
| 1994 | Jaenner Gmües                                         | CH19 (6 Wo.)CH | Erstveröffentlichung: 1994                               |
| 1995 | Jacques –                                             | CH15 (7 Wo.)CH | Erstveröffentlichung: 1995                               |
| 1996 | W. Nuss vo Bümpliz Stella Nera                        | CH16 (25 Wo.)CH | Erstveröffentlichung: 1996                               |
| 2002 | Brandstifter Trybguet                                 | CH52 (6 Wo.)CH | Erstveröffentlichung: 23. September 2002                 |
| 2002 | Trybguet                                              | CH47 (11 Wo.)CH | Erstveröffentlichung: 8. Dezember 2002                   |
| 2003 | Natalina / Hotelsong –                                | CH100 (1 Wo.)CH | Erstveröffentlichung: 7. Juli 2003 mit Mimmo Locasciulli |
| 2008 | Globetrotter The Rimini Flashdown                     | CH25 (7 Wo.)CH | Erstveröffentlichung: 22. August 2008                    |
| 2019 | Für immer uf di Cut Up                                | CH2 (40 Wo.)CH | Erstveröffentlichung: 1. März 2019                       |
| 2019 | Dr Zug (fahrt us dr Stadt) Cut Up                     | CH78 (1 Wo.)CH | Erstveröffentlichung: 12. April 2019                     |
| 2024 | Stäffisburg Tag & Nacht                               | CH25 (4 Wo.)CH | Erstveröffentlichung: 13. Dezember 2024                  |
| Folgende Lieder erschienen nicht als Single, wurden aber durch das Album zum Download und Streaming bereitgestellt und konnten somit eine Platzierung erlangen: |                                                       | |                                                          |
| |                                                       | |                                                          |
| 2012 | Zucker + Zitrone Johnny – The Rimini Flashdown Part 2 | CH73 (1 Wo.)CH | Charteinstieg: 8. Juli 2012                              |
| 2012 | Gummiboum Johnny – The Rimini Flashdown Part 2        | CH55 (4 Wo.)CH | Charteinstieg: 26. August 2012                           |
| 2015 | Ausklaar Finitolavoro – The Rimini Flashdown Part 3   | CH35 (4 Wo.)CH | Charteinstieg: 14. Juni 2015                             |
| 2025 | Brienz Tag & Nacht                                    | CH52 (1 Wo.)CH | Charteinstieg: 9. Februar 2025                           |
| 2025 | Lümu Tag & Nacht                                      | CH63 (1 Wo.)CH | Charteinstieg: 9. Februar 2025                           |

Weitere Singles
- 1991: No geit’s
- 1994: Ludmilla
- 1994: Varazze
- 1995: Jacques / Liebgott
- 1997: Brügg

### Radio-Singles
- 2005: Vohinger + Vovor
- 2005: Grüens Liecht

## Auszeichnungen für Musikverkäufe
Anmerkung: Auszeichnungen in Ländern aus den Charttabellen bzw. Chartboxen sind in ebendiesen zu finden.
| Land/RegionAuszeichnungen für Musikverkäufe (Land/Region, Auszeichnungen, Verkäufe, Quellen) | Gold  | Platin       | Verkäufe | Quellen      |
| -------------------------------------------------------------------------------------------- | ----- | ------------ | -------- | ------------ |
| Schweiz (IFPI)                                                                               | Gold1 | 10× Platin10 | 375.000  | hitparade.ch |
| Insgesamt                                                                                    | Gold1 | 10× Platin10 |          |              |

## Auszeichnungen und Nominierungen

### Auszeichnungen
- 2003: Prix Walo — Kategorie: "Rock"
- 2013: Swiss Music Awards — Kategorie: "Best Album Pop/Rock National" (für Johnny – The Rimini Flashdown Part II)
- 2015: Prix Walo — Kategorie: "Pop/Rock"
- 2016: Swiss Music Awards — Kategorie: "Best Group"
- 2016: Swiss Music Awards — Kategorie: "Best Album" (für Finitolavoro – The Rimini Flashdown Part 3)
- 2016: Swiss Music Awards — Kategorie: "Best Live Act"
- 2020: Swiss Music Awards — Kategorie: "Best Group"
- 2020: Swiss Music Awards — Kategorie: "Best Album" (für Cut Up)
- 2021: Swiss Music Awards — Kategorie: "Outstanding Achievement Award"
- 2024: Swiss Music Awards — Kategorie: "Best Live Act"
- 2025: Swiss Music Awards — Kategorie: "Best Group"

### Nominierungen
- 2013: Swiss Music Awards — Kategorie: "Best Live Act National"
- 2020: Swiss Music Awards — Kategorie: "Best Live Act"
- 2020: Swiss Music Awards — Kategorie: "Best Hit" (für Für Immer Uf Di)